# Fokke Beckmann
Fokke Beckmann (ur. 19 sierpnia 1986 w Wilhelmshaven) – niemiecki wioślarz.

## Osiągnięcia
- Mistrzostwa Świata Juniorów – Banyoles 2004 – ósemka – 3. miejsce[1].
- Mistrzostwa Świata U-23 – Hazewinkel 2006 – czwórka bez sternika – 3. miejsce[1].
- Mistrzostwa Świata U-23 – Glasgow 2007 – czwórka bez sternika – 1. miejsce[1].
- Mistrzostwa Europy – Poznań 2007 – czwórka bez sternika – 2. miejsce[1].
- Mistrzostwa Europy – Ateny 2008 – ósemka – 4. miejsce[1].